# Meteo.it
meteo.it è un sito web italiano che si occupa di meteorologia, il cui dominio è stato registrato nel 1996, definito come "il primo web italiano dedicato alla meteorologia". Il sito è stato lanciato da Datanord Multimedia in collaborazione con Stream e Tin.it. Le previsioni sono a cura del Centro Epson Meteo.
Dal 14 gennaio 2013, meteo.it ha sostituito tutti gli spazi informativi meteorologici in precedenza curati dalle testate giornalistiche di Mediaset, trasmettendo dal Technology Operative Center di Segrate e andando in onda su tutte le reti in chiaro del gruppo (eccetto le partecipate del Gruppo Mediaset: Boing e Cartoonito).

## Rubriche

### TG Meteo
Il TG Meteo è uno spazio meteorologico televisivo in onda su TGcom24 e, a cadenza mensile, su Italia 1.
Rispetto ai tradizionali spazi meteorologici, il TG Meteo ha la durata di 3 minuti e ha il compito di dare notizie sulle  previsioni del tempo (sia italiani che internazionali), ma anche altro, come le notizie sulle alpi, le notizie sulla terra e molto altro.
La rubrica ha debuttato nel 2021.